# Modisimus culicinus
Modisimus culicinus är en spindelart som först beskrevs av Simon 1893.  Modisimus culicinus ingår i släktet Modisimus och familjen dallerspindlar. Inga underarter finns listade i Catalogue of Life.